# Decanter
Decanter(デキャンター)とは、イギリスのワイン雑誌。発刊は月刊で、世界90カ国以上で発売されているが日本では発売されていない。世界的権威とされるワイン専門誌。

## 来歴
創刊は1974年。イギリスでもっとも人気のあるワイン雑誌。ただし、2016年現在は日本語版が発売されておらず、英語版の輸入のみである事から日本国内での知名度はあまりない。日本国内での知名度は低いものの、世界的には知名度を誇り、特にこの雑誌の星評価は、ワイン業界内で権威とされている。アメリカ版では、年間約4000本のワインを紹介している。なお、英国版はデキャンターと呼ばれる事が多いが、アメリカ版はデカンターと記載されている例もある。
国際的なワインコンテスト(en:Wine competition)のデキャンター・ワールドワイン・アワード(en:Decanter World Wine Awards、略称DWWA)を開催している。2014年にDWWAは世界最大の国際ワインコンテストとなった。